# Fizika osnovnih delcev
Fízika osnovnih délcev je veja fizike, ki se ukvarja z osnovnimi gradniki snovi in sevanja ter interakcijami med njimi. Pogosto se zanjo uporablja tudi izraz fizika visokih energij (»visoke energije« se nanašajo na energijo interakcij; v režimu nizkih energij opisujemo kvazidelce v fiziki trdne snovi in fiziki kondenzirane snovi).
Strogo gledano je izraz delec nekoliko zavajajoč. Predmet preučevanja fizike delcev so delci, za katere veljajo zakonitosti kvantne mehanike, in kot taki izražajo delčnovalovno dualnost – pri nekaterih poskusih se obnašajo kot delci, pri drugih kot valovanje. V teoriji se jih ne opisuje niti kot delce, niti kot valovanje, ampak kot vektorje stanja v abstraktnem Hilbertovem prostoru, kar opisuje kvantna teorija polja. Skladno z rabo v fiziki delcev se bo za predmete, kot so elektron ali foton, uporabljalo izraz osnovni delec in se pri tem zaveda, da ima »delec« tudi valovne značilnosti.
Sodobna fizika delcev preučuje delce, manjše od atoma. To so sestavni deli atoma, kot elektron, proton in nevtron (proton in nevtron sta pravzaprav tudi sama sestavljena iz po treh kvarkov), pa tudi delce, ki nastajajo pri jedrskih razpadih in sipanju, kot denimo foton, nevtrino ali mion. Mnogih od odkritih delcev v naravi ne najdemo prostih, ampak nastanejo pri trkih zelo hitrih delcev, pospešenih v pospeševalnikih.
Vse do zdaj odkrite delce opiše kvantna teorija polja, imenovana standardni model, ki jo pogosto opisujejo kot največji dosežek fizike delcev. Model vsebuje 47 vrst osnovnih delcev, med katerimi nekateri nadalje tvorijo sestavljene delce, s čimer lahko opišemo na stotine delcev, manjših od atoma, ki so jih odkrili od 60. let 20. stoletja dalje. Standardni model se ujema z bolj ali manj vsemi dosegljivimi eksperimentalnimi podatki. Kljub temu večina fizikov, ki se ukvarja s fiziko delcev, meni, da predstavlja le nepopolni opis narave, in da ga bo sčasoma nadomestila splošnejša teorija. Meritve mase nevtrinov v zadnjih letih predstavljajo prve eksperimentalne podatke, ki odstopajo od standardnega modela.
Fizika delcev je imela velik vpliv na filozofijo znanosti; veliko filozofov, pa tudi fizikov, je kritiziralo redukcionistične zamisli fizike delcev.

## Zgodovina
Zamisel, da je snov sestavljena iz osnovnih delcev, izvira vsaj iz 6. stoletja pr. n. št. Filozofsko doktrino »atomizma« so zagovarjali antični grški filozofi kot Levkip, Demokrit in Epikur. Čeprav je tudi Isaac Newton v 17. stoletju verjel, da je snov sestavljena iz delcev, pa je šele John Dalton leta 1802 prvi formalno izrazil, da je vse sestavljeno iz drobnih atomov.
Periodni sistem Dimitrija Mendeljejeva iz leta 1869 je pomagal utrditi ta pogled na naravo, ki je prevladoval skozi vse 19. stoletje. Joseph John Thompson je bil prvi, ki je odkril, da atom sestavljajo lažji elektroni in težji protoni, Ernest Rutherford pa prvi, ki je s sipanjem ugotovil, da so protoni zbrani v kompaktnem atomskem jedru. Da bi razložili neujemanje med atomskim številom in masnim številom, so jedro sprva poskusili razložiti s protoni in vezanimi elektroni, kasneje pa so ugotovili, da jedro poleg protonov sestavljajo tudi nevtroni.
Raziskave fizike jedra in kvantne mehanike v 20. stoletju so dosegle vrh z dokazi razcepa jedra in jedrskega zlivanja, ter s tem odprli celo novo področje ustvarjanja ene vrste atomov iz drugih. Alkimistični sen o pretvarjanju svinca v zlato je s tem postal teoretično mogoč (čeprav ekonomsko nesmiseln). Te teorije so pravilno predvidele tudi možnost jedrskega orožja.
V poskusih s sipanjem v 1950-ih in 1960-ih so odkrili nepregledno množico novih, pretežno kratkoživih delcev, kar so nekateri poimenovali kar »živalski vrt delcev«. Strokovni izraz je postal neustrezen po določitvi standardnega modela v 1970-ih, ki je množico delcev razložil kot kombinacije razmeroma majhnega števila osnovnih delcev.

## Standardni model elektrošibke in močne interakcije
Trenutno stanje razvrstitve osnovnih delcev imenujemo »standardni model«. Opisuje močno, šibko in elektromagnetno osnovno silo, ki jih posredujejo umeritveni bozoni. Slednji so foton, bozoni W-, W+ in Z ter gluoni. Model poleg tega vsebuje še 24 osnovnih delcev, ki so osnovni gradniki snovi. Nazadnje predvideva tudi vrsto bozona, imenovano Higgsov bozon, ki pa še ni bila eksperimentalno potrjena.

## Eksperimentalna fizika osnovnih delcev
Sodobna eksperimentalna fizika delcev zahteva gradnjo velikih in dragih pospeševalnikov, ki jih navadno zgradijo s sodelovanjem več držav. Največja središča eksperimentalne fizike delcev so:
- Brookhaven National Laboratory, v Long Islandu, ZDA. Glavni objekt je Relativistic Heavy Ion Collider, relativistični trkalnik težkih ionov, kjer trkajo težke ione kot npr. Au in protone.
- Budker Institute of Nuclear Physics (Novosibirsk, Rusija)
- CERN, na francosko-švicarski meji blizu Ženeve. Glavna pogona sta LEP Arhivirano 2000-10-20 na Wayback Machine. (Large Electron Positron collider, veliki trkalnik elektronov in pozitronov, zdaj že razdrt) in Veliki trkalnik hadronov
- DESY, v Hamburgu, Nemčija. Glavni objekt je HERA, kjer trkajo elektrone in protone.
- KEK Arhivirano 2012-01-20 na Wayback Machine., raziskovalni center v Tsukubi na Japonskem.
- SLAC, (Stanford Linear Accelerator, Stanfordski linearni pospeševalnik) Palo Alto, ZDA. Glavni pogon je PEP-II, kjer trkajo elektrone in pozitrone.
- Fermilab, pri Chicagu, ZDA. Glavni pogon je Tevatron, kjer trkajo protone in antiprotone.

Poleg naštetih je po svetu še veliko manjših pospeševalnikov.

## Teoretična fizika osnovnih delcev
Na podlagi poskusov poskušajo teoretični fiziki razviti model, teoretično ozadje in matematična orodja, s katerimi bi lahko razumeli izide današnjih poskusov in predvideli izide novih. Trenutno je v uporabi standardni model, za katerega pa že postaja jasno, da ne opisuje vseh pojavov, na primer mase nevtrinov. Ena od nalog teoretikov je tudi združitev splošne teorije relativnosti in kvantne mehanike, ki je zaenkrat še nedosegljiva. 
Znani pristopi posegajo na področje teorije strun in membran, ki namesto delcev za osnovne gradnike snovi jemljejo nihanja strun ali membran. 
Znanstveniki si prizadevajo postaviti veliko teorijo poenotenja, ki bi združila vse štiri osnovne sile v eno, končni cilj pa je tako imenovana teorija vsega, ki bi popolnoma pojasnila in povezala vse fizikalne pojave.

## Ugovori proti redukcionistični naravi fizike delcev
Tudi znotraj fizike se pojavljajo ugovori ob ekstremnem redukcionističnem pristopu fizike delcev, ki poskuša vse pojasniti z osnovnimi delci in interakcijami med njimi. Tovrstne ugovore navadno sprožajo raziskovalci fizike trdne snovi. Ti ne ugovarjajo veljavnosti standardnega modela, poudarjajo pa, da eksperimentalno preverjanje in izboljševanje modela ni niti približno tako pomembno kot preučevanje značilnosti, ki izhajajo iz medsebojne interakcije večjega števila atomov ali molekul. Ti kritiki trdijo, da tudi popolno poznavanje osnovnih delcev ne bo dalo popolnega razumevanja atomov in molekul, razumevanja, za katere menijo, da so za vsakdanje življenje pomembnejše.
Redukcionisti običajno odvračajo, da je ves napredek znanosti vključeval določeno mero redukcionizma.

## Fizika delcev in javna politika
Za sodobno eksperimentalno fiziko delcev so potrebni ogromni pospeševalniki delcev, katerih gradnja stane na milijarde evrov ali dolarjev, večinoma proračunskega denarja. Raziskave v fiziki delcev zato neogibno vsebujejo tudi politiko in stike z javnostmi.
Mnogi namreč dvomijo, da mogoči napredek upravičuje porabljena sredstva, in trdijo, da fizika delcev odžira sredstva, ki bi jih lahko učinkoviteje uporabili pri pomembnejših raziskavah ali izobraževanju. Leta 1993 je ameriški kongres s podobnimi argumenti ustavil izgradnjo pospeševalnika SSC, po tem, ko sta bili za njegovo gradnjo že porabljeni dve milijardi dolarjev. Mnogi raziskovalci, tako nasprotniki kot zagovorniki SSC, menijo, da je bila odločitev v dobršni meri povezana s koncem hladne vojne, s čimer znanstveno tekmovanje s Sovjetsko zvezo ni več moglo služiti kot argument za sredstva, porabljena za gradnjo SSC.
Nekateri v znanstveni srenji menijo tudi, da so na fiziko delcev negativno vplivali tudi demografski kazalci. Verjamejo, da vse starejša populacija v razvitih državah raje kot za osnovne raziskave fizike delcev, ki bodo morda obrodile uporabne rezultate v tehniki šele čez desetletja, usmerja javna sredstva za znanost na področje zdravstva, kjer so otipljivi rezultati na voljo prej. Povrh tega so mnogi nasprotniki SSC dvomili v sposobnost, da tako velik projekt financira ena sama država, in pripisujejo neuspeh SSC premajhni pripravljenosti za iskanje mednarodne podpore.
Zagovorniki eksperimentalne fizike delcev nasprotno trdijo, da bazične raziskave zaslužijo primerno financiranje, saj z njimi posredno pridobijo tudi druge veje znanosti. Poudarjajo, da gradnja pospeševalnikov danes zahteva mednarodno sodelovanje in dvomijo, da so sredstva, ki niso namenjena gradnji pospeševalnikov, v resnici porabljena za druge znanstvene ali izobraževalne namene.